# The Guggenheim Grotto
The Guggenheim Grotto — ирландская музыкальная группа, играющая в стиле фолк-поп.

## История
Группа была основана Кевином Мэем, Миком Линчем и Шэйном Пауэром в 2005 году в Дублине. Первый альбом коллектива, …Waltzing Alone, был выпущен в 2005 году самими музыкантами и распространялся только на территории Ирландии. Годом позднее он вышел в США на лейбле UFO Music.
В 2007 году песня «A Lifetime In Heat» получила премию (The 6th Annual Independent Music Award) как лучшая фолк-композиция.
В 2013 году группа сменила название на Storyman.

## Стиль, влияние
Ещё в 2005 году группу The Guggenheim Grotto называли «многообещающей». Сайт Musical Express писал:
Музыка The Guggenheim Grotto, тщательно продуманная, утончённая, эфемерная, — настоящее наслаждение вечером трудного дня.

## Участники
- Кевин Мэй — вокал, гитара, клавишные
- Мик Линч — вокал, гитара, бас

## Дискография
- 2004 — A Lifetime in Heat (EP)
- 2005 — …Waltzing Alone
- 2007 — Told You So (EP)
- 2008 — Tigers (EP)
- 2008 — Happy the Man
- 2010 — The Universe Is Laughing

## Участие в фестивалях
Группа участвовала в нескольких музыкальных фестивалях в Великобритании и США.
- Rocky Mountain Folks Festival в 2007 году (в городе Lyons, штат Колорадо)
- Three Rivers Arts Festival в 2010 году[4] (Питтсбург, штат Пенсильвания)
- Milwaukee Irish Fest в 2010 году (Милуоки, штат Висконсин).
- Kansas Irish Festival в 2010 году (штат Канзас).
- Boston Folk Festival в 2010 году (в городе Бостон, штат Массачусетс)